# معركة خليج إكنوموس
مَعْرَكة خَلِيج إكنُومُوسْ (اليونانية القديمة: Ἔκνομος) مَعْرَكة بَحِرية، دَارَتْ رَحَاها في جَنوب صِقلية، 256 قبل الميلاد، بين أساطِيل الامبراطورية القرطاجية والجمهورية الرومانية، خلال الحرب البونيقية الأولى. كان الأسطول القرطاجي بقيادة حنون الكبير وحملقار، والأسطول الروماني بقيادة القَنَاصِلة، ماركوس ريجولوس ولوسيوس لونجوس، نتج عنها انتصار تام للرومان. مع إجمالي القوات البالغ قوامها 680 سفينة حربية تحمل ما يصل إلى 290.000 من أفراد الطاقم ومشاة البحرية، تُعتبر مَعركة خليج إكنوموس أكبر مَعركة بحرية في التاريخ من حيث عدد القوات المُشارِكة.
كان الأسطول الروماني المؤلف من 330 سفينة حربية بالإضافة إلى عدد غير معروف من وسائل النقل قد أبحر من أوستيا، ميناء روما، وشرع في نقل ما يقرب من 26000 من الفيالق المختار قبل المعركة بوقت قصير. خططوا للعبور إلى إفريقيا وغزو الامبراطورية القرطاجية، فيما يعرف الآن بتونس. كان القرطاجيون على علم بنوايا الرومان وحشدوا جميع السفن الحربية المتاحة، 350، قبالة الساحل الجنوبي لصقلية لاعتراضها.
عندما اجتمعت الأساطيل، أخذ القرطاجيون زمام المبادرة وتحولت المعركة إلى ثلاث صراعات منفصلة، حيث كان القرطاجيون يأملون أن تفوز مهاراتهم الفائقة في التعامل مع السفن في ذلك اليوم. بعد يوم طويل ومربك من القتال، هُزم القرطاجيون بشكل حاسم، وخسروا 30 سفينة غرقاً و 64 تم أسرهم، بينما خسر الرومان 24 سفينة.

## سجلات المعركة
المصدر الرئيسي لكل جوانب الحرب البونيقية الأولى تقريبًا هو المؤرخ بوليبيوس (200 - حوالي 118 قبل الميلاد)، وهو يوناني أُرسل إلى روما في 167 قبل الميلاد كرهينة. تتضمن أعماله الآن كتيبًا ضائعًا عن التكتيكات العسكرية،  لكنه اشتهر بكتابه «التاريخ»، الذي كتب في وقت ما بعد 167 قبل الميلاد، أو بعد قرن من معركة خليج إكنوموس.  تعتبر أعمال بوليبيوس موضوعيًا بشكل عام ومحايدًا إلى حد كبير - بين وجهات النظر القرطاجية والرومانية. 
تم تدمير معظم السجلات المكتوبة القرطاجية مع عاصمتهم، قرطاج، في عام 146 قبل الميلاد، ولذا فإن رواية بوليبيوس للحرب البونيقية الأولى تستند إلى العديد من المصادر اليونانية واللاتينية المفقودة الآن.  كان بوليبيوس مؤرخًا تحليليًا، وحيثما أمكن، أجرى مقابلات شخصية مع المشاركين في الأحداث التي كتب عنها.  فقط الكتاب الأول من الأربعين الذي يتضمن التاريخ يتناول هذه الحرب،  ولكن المؤرخ الحديث جي كي تيبس يعتبر أن كتاب «التاريخ» يحتوي على «وصف شامل ومفصل بدقة لمعركة خليج إكنوموس».  لقد نوقشت دقة سجلات بوليبيوس كثيرًا على مدار الـ 150 عامًا الماضية، ولكن الإجماع الحديث هو قبولها إلى حد كبير في ظاهرها، وتفاصيل المعركة في المصادر الحديثة تعتمد بالكامل تقريبًا على تفسيرات رواية بوليبيوس.  توجد تواريخ أخرى لاحقة للحرب، ولكن بشكل مجزأ أو موجز،  وعادة ما تغطي العمليات العسكرية على الأرض بتفاصيل أكثر من تلك الموجودة في البحر. 
يأخذ المؤرخون المعاصرون أيضًا في الحسبان التواريخ اللاحقة لديودور الصقلي وكاسيوس ديو، على الرغم من أن الكلاسيكي أدريان جولدزورثي ينص على أن «سجلات بوليبيوس تُفضل عادةً عندما تختلف مع أي من السجلات الأخرى».  تشمل المصادر الأخرى النقوش والأدلة الأثرية والأدلة التجريبية من عمليات إعادة البناء مثل ثلاثية المجاديف. 

## خلفية

### العمليات في صقلية

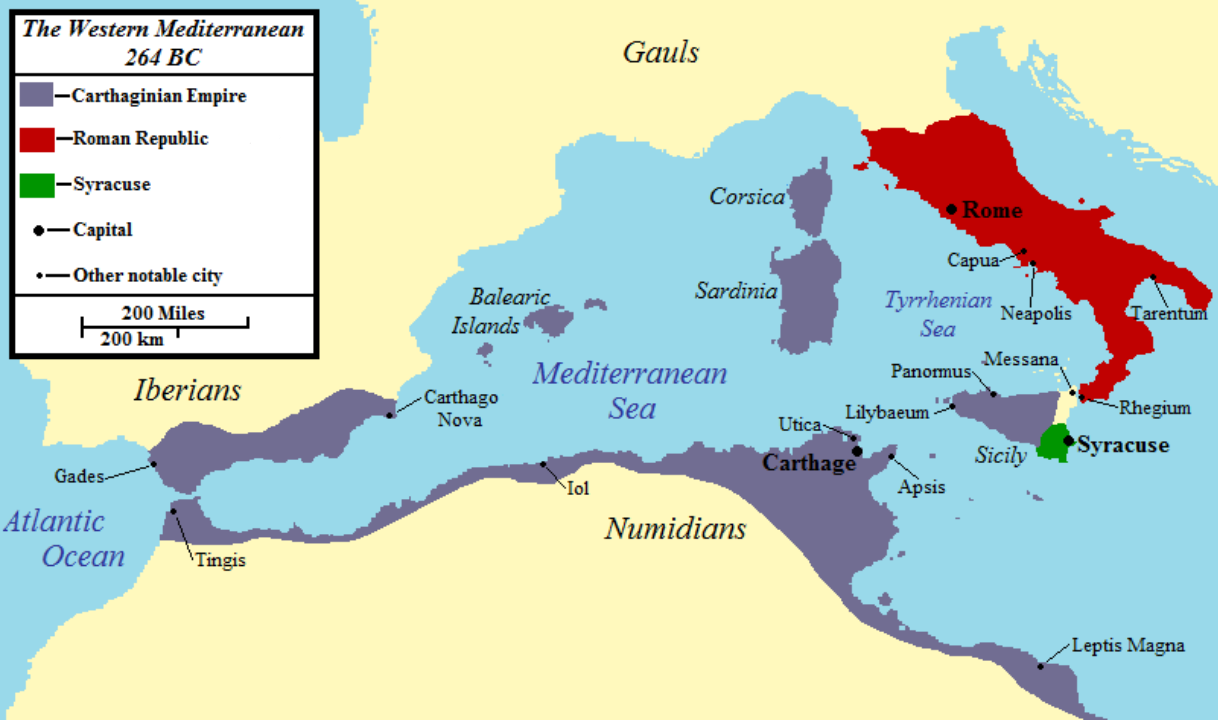
الأراضي التي كانت تسيطر عليها روما وقرطاج في بداية الحرب البونيقية الأولى.

في عام 264 قبل الميلاد، اندلعت الحرب بين قرطاج وروما، وبدأت الحرب البونيقية الأولى.  كانت قرطاج قوة بحرية راسخة في غرب البحر الأبيض المتوسط. كانت روما قد وحدت مؤخرًا البر الرئيسي لإيطاليا جنوب نهر بادي تحت سيطرتها. كان السبب المباشر للحرب هو السيطرة على مدينة ميسانا الصقلية (ميسينا الحديثة). على نطاق أوسع، رغب كلا الجانبين في السيطرة على سيراكيوز، الدولة المدينة الأقوى في صقلية.  بحلول عام 256 قبل الميلاد، تطورت الحرب إلى صراع حاول فيه الرومان هزيمة القرطاجيين بشكل حاسم، أو على الأقل السيطرة على صقلية بأكملها. 
كان القرطاجيون ينخرطون في سياستهم التقليدية المتمثلة في انتظار خصومهم لإرهاق أنفسهم، في انتظار استعادة بعض أو كل ممتلكاتهم والتفاوض على معاهدة سلام مرضية للطرفين. كان الرومان بشكل أساسي قوة برية وسيطروا على معظم صقلية. وصلت الحرب هناك إلى طريق مسدود، حيث ركز القرطاجيون على الدفاع عن مدنهم وبلداتهم المحصنة جيدًا. كانت هذه في الغالب على الساحل وبالتالي يمكن توفيرها وتعزيزها دون أن يتمكن الرومان من استخدام جيشهم المتفوق للتدخل.  تحول تركيز الحرب إلى البحر، حيث لم يكن لدى الرومان خبرة كبيرة؛ في المناسبات القليلة التي شعروا فيها سابقًا بالحاجة إلى وجود بحري كانوا يعتمدون على أسراب صغيرة يوفرها حلفاؤهم. 

### السفن
خلال هذه الفترة، كانت السفينة الحربية القياسية للبحرية القرطاجية هي الكينكيريمي، أي «ذات المجاديف الخمسة».  كانت الكينكيريمي عبارة عن قادِس، طوله 45 مترًا، 5 أمتار عند مستوى الماء، مع سطح قائم 3 أمتار فوق سطح البحر، وتستطيع حمل ما يوازي 100 طن. اقترح الخبير جون كواتس أنه كان بامكانها الحفاظ على سرعة 7 عقد (13 كم / ساعة) لفترات طويلة.  كانت الكينكيريمي متفوقة كسفينة حربية على الدعامة السابقة للبحرية القرطاجية، وهي ثلاثية المجاديف  ، ولأنها أثقل، فقد كان أداءها أفضل من في الأحوال الجوية السيئة. 

تصوير موضع المجدفين على ثلاثة مستويات في ثلاثية المجاديف اليوناني.

النظرية المقبولة عمومًا فيما يتعلق بترتيب المجاذيف في المجاذيف الخماسية هي أنه سيكون هناك مجموعات - أو ملفات - من ثلاثة مجاذيف، واحدة فوق الأخرى، مع مجدفين على كل من المجاذيف العلويين وواحد في الأسفل، ليصبح المجموع خمسة مجدفين لكل ملف. سوف يتكرر هذا على الجانب لما مجموعه 28 ملفًا على كل جانب؛ إجمالي 168 مجذاف.  سيحتاج رجل واحد على الأقل في كل مجداف إلى بعض الخبرة إذا كان يجب التعامل مع السفينة بشكل فعال. تم بناء السفن كسفن كاتافراكت، أو سفن «محمية»، مع بدن مغلق لحماية المجدفين، وسطح كامل قادر على حمل مشاة البحرية والمنجنيق.  استخدم القرطاجيون «صندوق مجذاف» منفصل يحتوي على المجدفين ويرتبط بالبدن الرئيسي. يعني هذا التطور أن المجدفين سيكونون موجودين فوق أو على مستوى سطح السفينة،  مما سمح بتقوية الهيكل وزيادة القدرة الاستيعابية؛ بالإضافة إلى تحسين ظروف التهوية للمجدفين، وهو عامل مهم في الحفاظ على قدرتهم على التحمل، وبالتالي تحسين سرعة صيانة السفينة. 
في عام 260 قبل الميلاد، شرع الرومان في بناء أسطول من 100 سفينة خماسية و 20 سفينة ثلاثية.  أستخدم الرومان سفينة خماسية قرطاجية غارقة كمخطط لأنفسهم.  وكناقبين مبتدئين للسفن، بنى الرومان نسخًا أثقل من السفن القرطاجية، وأبطأ وأقل قدرة على المناورة.  قدمت الكينكيريمي العمود الفقري للأسطول الروماني والقرطاجي في جميع أنحاء الحروب البونيقية، على الرغم من ذكر السداسيات (ستة مجدفين لكل بنك)، ورباعية (أربعة مجدفين لكل بنك) في بعض الأحيان. لذلك كان النوع الموجود في كل مكان هو النوع الذي يستخدمه بوليبيوس كاختصار لـ «سفينة حربية» بشكل عام.  حملت سفينة الكينكيريمي طاقمًا من 280-300 مجدفًا و 20 طاقمًا وضابطًا على سطح السفينة؛  كما أنها عادة ما تحمل 40 جنديًا من مشاة البحرية؛  إذا كان يعتقد أن المعركة وشيكة، فسيتم زيادتها إلى ما يصل إلى 120. 

### العمليات البحرية

"الغراب"، الجهاز الروماني المُصَمم لصعود سفن العدو.

كان حمل المجدفين على التجديف كوحدة واحدة، ناهيك عن تنفيذ مناورات المعركة الأكثر تعقيدًا، يتطلب تدريبًا طويلًا وشاقًا.  نتيجة لذلك، كان الرومان في البداية في وضع غير مؤاتٍ ضد القرطاجيين الأكثر خبرة. لمواجهة التفوق القرطاجي، قدم الرومان «الغراب»، وهو جسر بعرض 1.2 متر وطوله 11 مترًا، مع ارتفاع ثقيل على الجانب السفلي، والذي تم تصميمه لاختراق سطح سفينة العدو.  سمح هذا للفيلق الروماني بالعمل كقوات مشاة البحرية بالصعود على متن سفن العدو والقبض عليهم، بدلاً من استخدام تكتيك الضرب التقليدي السابق. تم تجهيز جميع السفن الحربية «بكباش»، وهي مجموعة ثلاثية من شفرات برونزية بعرض 60 سم يصل وزنها إلى 270 كيلوجرام موضوعة عند خط الماء. تم صنعها بشكل فردي من خلال طريقة الشمع المفقود لتلائم بشكل ثابت مقدمة القادِس.  في القرن السابق للحروب البونيقية، أصبح الصعود على متن سفن العدو شائعًا بشكل متزايد وانخفض أستعمال طريقة صدم مقدمة السفينة بسفن العدو، حيث افتقرت السفن الأكبر والأثقل التي تم تبنيها في هذه الفترة إلى السرعة والقدرة على المناورة اللازمة «للكبش»، بينما قلل بناؤها الأكثر ثباتًا من تأثير «الكبش» حتى في حالة هجوم ناجح. كان التكيف الروماني باستعمال «الغراب» بمثابة تطور لهذا الاتجاه وعوض عن عيبهم الأولي في مهارات مناورة السفن. ومع ذلك، فإن الوزن الإضافي في المقدمة أضعف قدرة السفينة على المناورة، وفي ظروف البحر الهائج، أصبح «الغراب» عديمة الفائدة. 
إلى حد كبير بسبب استخدام الرومان «للغراب»، هزم القرطاجيون في معارك بحرية كبيرة مثل معركة ميلاي في 260 قبل الميلاد ومعركة سولسي في 257 قبل الميلاد. أدت هذه الانتصارات، وإحباطهم من استمرار الجمود في صقلية، إلى تركيز الرومان على إستراتيجية قائمة على البحر ووضع خطة لغزو قلب القرطاجيين في شمال إفريقيا وتهديد عاصمتهم قرطاج، على أمل الحصول على نتيجة نهائية للحرب.  كان كلا الجانبين مصممين على فرض سيادة بحرية واستثمرا مبالغ كبيرة من المال والقوى العاملة للحفاظ على حجم قواتهما البحرية وزيادته. 

## مقدمة
حشد الأسطول القرطاجي جَحافِله في قرطاج في أواخر ربيع 256 قبل الميلاد، قبل الإبحار إلى ليليبايوم (مرسى علي اليوم)، قاعدتهم الرئيسية في صقلية، لإعادة الإمداد وبدء تحضير الجنود لاستخدامهم كمشاة بحرية. ثم أبحر شرقًا على طول ساحل صقلية إلى هيراكليا مينوا، أقصى شرق البلدات الصقلية التي لا يزال القرطاجيون يسيطرون عليها  وانضمت إليهم تلك السفن العاملة بالفعل من صقلية، 62 على الأقل وربما أكثر.  جعلت هذه الأسطول القرطاجي إلى ما يصل إلى 350 سفينة، جميع السفن خماسية تقريبًا، بقيادة حنون الكبير، الذي هزم في معركة أجريجينتوم قبل ست سنوات، وحملقار، المنتصر في معركة ثيرما (يجب عدم الخلط بينه وبين حملقار برقا والد حنبعل). 
احتشد الرومان في نفس الوقت تقريبًا، ربما في أوستيا، ميناء روما. يتكون الأسطول الروماني من 330 سفينة حربية، وكانت الغالبية العظمى من السفن خماسية.  ورافقهم عدد غير معروف من وسائل النقل، معظمهم كانوا يحملون خيول قوات الغزو.  أعطي القنصلان، ماركوس أتيليوس ريجولوس ولوسيوس مانليوس فولسو لونجوس، قيادة الأسطول؛ أبحر كل منها على متن سفينة سداسية، وهي السفن الأكبر الوحيدة التي لوحظ أنها تشارك في المعركة.  أبحر الأسطول الروماني جنوباً على طول ساحل إيطاليا، وعبر إلى صقلية في ميسينا، وأبحر جنوباً ثم غرباً إلى الطريق في فينتياس (ليكاتا اليوم) حيث التقوا بالجيش الروماني في صقلية. شرع الأسطول الروماني في إطلاق 80 جنديًا مختارًا على كل سفينة حربية، بهدف إما إنزالهم في إفريقيا سعياً وراء هدفهم الاستراتيجي أو استكمال مشاة البحرية القوادس إذا تحدتهم البحرية القرطاجية. 
في المجموع، كان الأسطول الروماني يضم 140.000 رجل على متنه:  مجدفون وطاقم آخرون ومشاة البحرية وجنود. عدد القرطاجيين غير معروف بشكل مؤكد، لكن تم تقديره من قبل بوليبيوس بـ 150.000، ومعظم المؤرخين المعاصرين يؤيدون هذا على نطاق واسع. إذا كانت هذه الأرقام صحيحة تقريبًا، فمن المحتمل أن تكون مَعْرَكة خَلِيج إكنُومُوسْ أكبر معركة بحرية على الإطلاق، من خلال عدد المقاتلين المشاركين. 
بدلاً من الإبحار مباشرة من فينتياس إلى شمال إفريقيا، أبحر الرومان غربًا، عازمين على عبور مضيق صقلية في أضيق نقطة به. سيؤدي ذلك إلى تقليل الوقت الذي يقضيه الأسطول في عرض البحر؛ كانت السفن في ذلك الوقت، وخاصة القوادس الأقل صلاحية للإبحار، على مرأى من اليابسة كلما أمكن ذلك.  كان القرطاجيون على دراية بالنوايا الرومانية وتوقعوا مسارهم بشكل صحيح. اعترضوا الأسطول الروماني إلى الشرق من هيراكليا مينوا، بعد أن غادر ليكاتا. يُقال عادةً أن الأساطيل قد اجتمعت قبالة خَلِيج إكنُومُوسْ، مباشرة بعد مغادرة الرومان ليكاتا.  ومع ذلك، لا يتم دعم هذا بواسطة بوليبيوس، أو أي مصدر أساسي آخر؛ إنها اتفاقية حديثة.  يستشهد مؤرخ العصور الوسطى جوانز زوناراس بديو كاسيوس لتحديد موقع المعركة إلى الشرق من هيراكليا مينوا. 

## المعركة

سلسلة خرائط توضح مراحل المعركة.

تحرك الأسطول الروماني على طول ساحل صقلية في تشكيل القيادة. تم نشرهم في أربعة أسراب، بحجم غير متساوٍ. قاد السربان الأولان (الأول والثاني) الطريق، كل منهما مرتب في مستوى، مكونين معًا وتدأَ. كان السرب الموجود على اليمين تحت قيادة فولسو والسرب على اليسار تحت ريجولوس. أبحر القناصل جنبًا إلى جنب، عند «نقطة» الوتد. كان السرب الثالث خلفهم مباشرة، يسحب وسائل النقل. السرب الرابع كان في خط المواكبة، وحماية المؤخرة. أبحر القرطاجيون شرقًا، متوقعين مواجهة الأسطول الروماني، وربما تم تحذيرهم من اقترابه من قبل سفن استطلاع صغيرة.  تم تنظيمهم في ثلاثة أسراب غير متساوية الحجم، مرتبة في سطر واحد جنبًا إلى جنب مع الجناح الأيسر والأرضي المتقدم. المركز القرطاجي كان بقيادة حملقار وحنون الكبير على يمينهم. شاهدت الأساطيل بعضهما البعض وتقدمَ كلاهما. 
نظرًا لأن السربان الرومانيان الرائدان، الأول والثاني، صنعوا في منتصف الخط القرطاجي، فقد قام حملقار بتراجع مزيف مع مركزه، السرب القرطاجي الثاني، ربما عن طريق التجديف في الاتجاه المعاكس، وطارد القناصل. سقط السرب الثالث الروماني، الذي يقطر وسائل النقل، خلفه وفتحت فجوة بين السربان الرومانيان الرائدان والسربان الخلفيان. تقدم كلا الجناحين القرطاجيين على سربين في الخلف، متجاوزين المركز الروماني ومحاولة الهجوم من الأجنحة لتجنب آلية صعود «الغراب». هاجم السرب القرطاجي الأول السفن الحربية الرومانية التي تقطر النقل، السرب الروماني الثالث، الذي كان قد تم الكشف عنه بتقدم مركزهم. تخلص الرومان من جرهم ليتمكنوا من المناورة. كانت قوة حنون الكبير، السرب القرطاجي الثالث، مكونة من أسرع السفن القرطاجية وأكثرها قدرة على المناورة وهاجمت السرب الروماني في مؤخرة أسطولهم، وهو الرابع ؛ التي أعاقتها وسائل النقل التي تنجرف الآن. بعد أن فصل المركز الروماني عن السربين الموجودين في الخلف ، تحول حملقار وسفنه من السرب القرطاجي الثاني لمحاربة الرومان الذين يطاردونهم. وهكذا تحولت المعركة إلى ثلاث معارك منفصلة. 
اقترح المؤرخون الحديثون والقديمون أن تراجع حملقار كان يهدف على وجه التحديد إلى إحداث هذا الموقف: تفكيك التكوين الروماني المضغوط والسماح للقرطاجيين باستخدام مهاراتهم التكتيكية الأكبر للتغلب على تهديد الإراقة وصدم السفن الرومانية في بلادهم. الجوانب أو المؤخرات. في زمن المعركة ، لم تكن سرعة السفن الرومانية أو قدرتها على المناورة ، ولا مهارات أطقمها ، ترقى إلى مستوى القرطاجيين.  أصبح الرومان أكثر مهارة على مدى السنوات الأربع منذ أن قاموا ببناء أسطولهم البحري لأول مرة ، في حين أن الزيادة الكبيرة الأخيرة في حجم البحرية القرطاجية تعني أن العديد من أطقمهم كانت لديهم خبرة قليلة. وبالتالي ، كان التفوق في قدرة سفنهم على المناورة ومهارة طواقمهم أقل مما كانوا يعتقدون. علاوة على ذلك ، كانت السفن الرومانية القوية البناء أقل عرضة لتأثير هجوم دهس ناجح مما توقع القرطاجيون. أصبحت المعارك الثلاث شجارات عديمة الشكل ،  حيث كان التعامل مع السفن المتفوق قليلًا. من ناحية أخرى ، عندما كان الرومان قادرين على توظيف «غرابينهم» وطاقمهم ، استفادوا من الجيوش ذوي الخبرة والمدرعات الثقيلة التي شرعوا في نقلها إلى إفريقيا. 
شعر قادة السرب الروماني الثالث ، الذي كان يقطر وسائل النقل ، بأنهم غير متكافئين وتراجعوا إلى الشاطئ. على الرغم من أنهم بدأوا المعركة متقدمين من أسطولهم الرئيسي ، لم يتمكن خصومهم ، سفن السرب القرطاجي الأول ، من عزلهم عن الساحل. بمجرد الوصول إلى هناك ، اتخذ السرب الروماني الثالث موقعًا دفاعيًا: فقد توقفوا في المياه الضحلة ، في مواجهة بعيدًا عن الأرض ، بحيث لم يتمكن القرطاجيون من مهاجمة أجنحتهم إلا بصعوبة ، وكان عليهم مواجهة «غرابين» الرومان إذا هاجموا من المقدمة. على الرغم من ذلك ، كانت هذه المعركة هي المعركة التي تعرض فيها الرومان لضغوط شديدة. كما تفوق السرب القرطاجي الثالث على السرب الروماني في أقصى المؤخرة. لقد قاوموا مقاومة شجاعة ، لكن وضعها أصبح يائسًا. 
حُسمت المعركة في القتال بين مركزي الأسطولين - السربان الأول والثاني الروماني اللذان يقاتلان السرب القرطاجي الثاني. صدمت عدة سفن رومانية وغرقت ، وكذلك العديد من القرطاجيين. تم الاستيلاء على المزيد من السفن القرطاجية. بعد قتال طويل ، فقد طواقم السفن الباقية من المركز القرطاجي قلبهم وهربوا.  قطع المركز الروماني ملاحقته استجابة لإشارات القناصل ، واندفع مرة أخرى لمساعدة سربيهما الخلفيين ، وإنقاذ وسائل النقل المنجرفة. هاجم سرب فولسو الأول السرب القرطاجي الأول. بينما شن سرب ريجولوس الثاني هجومًا على سرب حنون الثالث. اقترب من القرطاجيين من جانبهم المنفصل ، مهددًا بوقوعهم في فخ ضد السرب الروماني الرابع الذي كانوا يقاتلون بالفعل. انسحب حنون مع سفن السرب القرطاجي الثالث القادر على تخليص نفسها.  ثم تحرك ريجولوس وسربه الروماني الثاني لتعزيز هجوم فولسو مع السرب الأول الروماني على السرب القرطاجي الأخير الذي لا يزال يقاتل ، الأول الذي كان محاصرًا الآن. كان هذا عندما عانى القرطاجيون من أكبر خسائرهم. استسلمت 50 من سفنهم ، التي حوصرت على الشاطئ وفوق عددها بشكل كبير.  بعد يوم طويل ومربك من القتال ، هُزم القرطاجيون بشكل حاسم ، حيث فقدوا 30 سفينة غرقاً و 64 تم أسرهم، بينما خسار الرومان 24 سفينة.  خسر القرطاجيون ما بين 30.000 و 40.000 رجل ، أسرت الأغلبية. قُتل ما يقرب 10000 رجل روماني. 

## ما بعد الكارثة

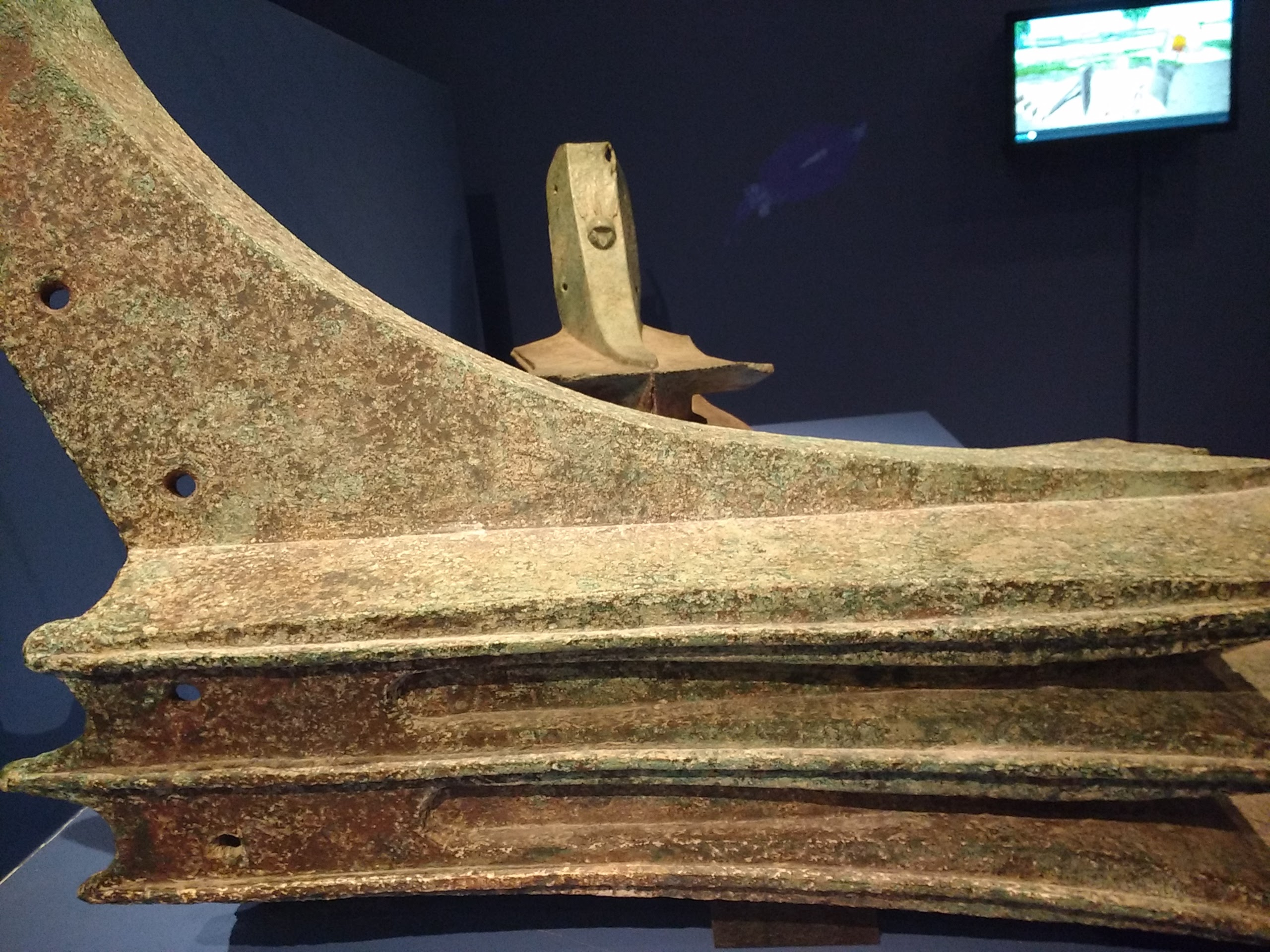
الكبش القرطاجي البحري 240 ق م، يلاحظ الفتحات في اتجاه القاع ، نتيجة لملامسة كبش السفينة لكبش سفينة آخر.

بعد المعركة ، نزل الرومان في صقلية للإصلاحات ، وإراحة الطواقم ، وإعادة تنظيم قواتهم. تم إرسال مقدمة السفن القرطاجية التي تم الاستيلاء عليها إلى روما لتزيين منصة المتحدث في المنتدى الروماني، وفقًا للتقاليد التي بدأت بعد معركة ميلاي. عاد الأسطول القرطاجي إلى مياه الوطن ، حيث استعد للقتال مرة أخرى. كان قادتها غير قادرين على التنبؤ بنقطة الهبوط الرومانية وكانوا على الجانب الغربي من الرأس الطيب عندما نجح الرومان تحت ريجولوس في الهبوط في الشرق في أسبيس (قليبية اليوم) وحاصروها.  عاد مانليوس إلى روما واحتفل بانتصار. تم سحب حملقار و 5500 جندي قرطاجي من صقلية لتعزيز الجيش القرطاجي في إفريقيا. 
سار الغزو في البداية بشكل جيد وفي عام 255 قبل الميلاد رفع القرطاجيون دعوى من أجل السلام. كانت الشروط التي اقترحها ريجولوس قاسية لدرجة أن القرطاجيين قاتلوا وهزموا جيشه.  أرسل الرومان أسطولًا لإجلاء الناجين وحاول القرطاجيون معارضته. في معركة كيب هيرمايوم قبالة إفريقيا ، هُزم القرطاجيون بشدة ، وخسروا 114 سفينة تم الاستيلاء عليها.  الأسطول الروماني ، بدوره ، دمرته عاصفة أثناء عودته إلى إيطاليا، وخسر 384 سفينة و 100000 رجل.  من الممكن أن يكون وجود جهاز «الغراب» الرومانية قد جعل السفن الرومانية أقل صلاحية للإبحار ؛ لا يوجد سجل للأستشهاد به بعد هذه الكارثة. 
انتهت الحرب في نهاية المطاف في عام 241 قبل الميلاد بانتصار الرومان في معركة جزر إيجيتس، مما أدى إلى اتفاق سلام. من الآن فصاعدًا ، كانت روما القوة العسكرية الرائدة في غرب البحر الأبيض المتوسط ، وبشكل متزايد في منطقة البحر الأبيض المتوسط ككل. وضع الجهد الهائل لبناء 1000 قوادس خلال الحرب الأساس لهيمنة روما البحرية على البحر الأبيض المتوسط لمدة 600 عام. 

## اقتباسات
1. ↑  Shutt 1938، صفحة 53.
2. ↑  Goldsworthy 2000، صفحة 20.
3. 1 2  Tipps 1985، صفحة 432.
4. ↑  Lazenby 1996، صفحات x–xi.
5. ↑  Hau 2016، صفحات 23–24.
6. ↑  Goldsworthy 2000، صفحة 23.
7. ↑  Shutt 1938، صفحة 55.
8. 1 2  Goldsworthy 2000، صفحة 21.
9. 1 2  Goldsworthy 2000، صفحات 20–21.
10. ↑  Lazenby 1996، صفحات x–xi, 82–84.
11. ↑  Tipps 1985، صفحات 432–433.
12. ↑  Goldsworthy 2000، صفحة 22.
13. 1 2 3  Goldsworthy 2000، صفحة 98.
14. ↑  Goldsworthy 2000، صفحات 23, 98.
15. ↑  Warmington 1993، صفحة 168.
16. ↑  Goldsworthy 2000، صفحات 74–75.
17. ↑  Goldsworthy 2000، صفحة 129.
18. 1 2  Goldsworthy 2000، صفحة 97.
19. ↑  Bagnall 1999، صفحات 64–66.
20. ↑  Bagnall 1999، صفحة 66.
21. ↑  Goldsworthy 2000، صفحات 91–92, 97.
22. ↑  Coates 2004، صفحة 138.
23. ↑  Goldsworthy 2000، صفحة 101.
24. 1 2 3 4  Tipps 1985، صفحة 434.
25. ↑  Casson 1995، صفحة 101.
26. ↑  de Souza 2008، صفحة 358.
27. ↑  Meijer 1986، صفحة 120.
28. ↑  Coates 2004، صفحات 137–138.
29. ↑  Morrison & Coates 1996، صفحات 259–260, 270.
30. ↑  Coates 2004، صفحات 129–130, 138–139.
31. ↑  Goldsworthy 2000، صفحات 99–100.
32. ↑  Murray 2011، صفحة 69.
33. ↑  Goldsworthy 2000، صفحة 104.
34. ↑  Goldsworthy 2000، صفحة 100.
35. 1 2 3  Tipps 1985، صفحة 435.
36. 1 2  Casson 1995، صفحة 121.
37. 1 2  Goldsworthy 2000، صفحات 102–103.
38. ↑  Casson 1995، صفحات 278–280.
39. ↑  Curry 2012، صفحات 35–36.
40. ↑  Wallinga 1956، صفحات 77–90.
41. ↑  Goldsworthy 2000، صفحات 100–101, 103.
42. 1 2  Rankov 2015، صفحة 155.
43. ↑  Goldsworthy 2000، صفحة 110.
44. ↑  Lazenby 1996، صفحة 83.
45. ↑  Tipps 1985، صفحات 435–446.
46. ↑  Lazenby 1996، صفحات 83, 86.
47. 1 2  Goldsworthy 2000، صفحات 110–111.
48. ↑  Walbank 1959، صفحة 10.
49. ↑  Lazenby 1996، صفحات 84–85.
50. ↑  Lazenby 1996، صفحة 86.
51. ↑  Lazenby 1996، صفحة 87.
52. ↑  Tipps 1985، صفحة 436.
53. ↑  Tipps 1985، صفحة 445.
54. ↑  Tipps 1985، صفحة 446.
55. 1 2  Rankov 2015، صفحة 156.
56. ↑  Tipps 1985، صفحة 452, n.68.
57. ↑  Goldsworthy 2000، صفحات 111–112.
58. ↑  Goldsworthy 2000، صفحات 112–113.
59. 1 2 3 4  Tipps 1985، صفحة 459.
60. ↑  Goldsworthy 2000، صفحات 110, 112.
61. ↑  Tipps 1985، صفحات 453, 460.
62. ↑  Rodgers 1937، صفحة 288.
63. ↑  Tipps 1985، صفحات 459–460.
64. 1 2  Bagnall 1999، صفحة 69.
65. ↑  Rodgers 1937، صفحة 282.
66. ↑  Rankov 2015، صفحات 156–157.
67. ↑  Goldsworthy 2000، صفحات 87–90.
68. 1 2  Tipps 1985، صفحة 438.
69. ↑  Miles 2011، صفحة 189.
70. ↑  Lazenby 1996، صفحات 112, 117.
71. ↑  Goldsworthy 2000، صفحات 128–129, 357, 359–360.